# Brunello Spinelli
Brunello Spinelli (ur. 26 maja 1939 we Florencji, zm. 6 lutego 2018 tamże) – włoski piłkarz wodny. Złoty medalista olimpijski z Rzymu.
Zawody w 1960 były jego jedynymi igrzyskami olimpijskimi, wspólnie z kolegami został mistrzem olimpijskim. W turnieju zagrał w dwóch meczach. Był wówczas zawodnikiem Gruppo Sportivo Fiamme Oro (klubu podlegającego ministerstwu spraw wewnętrznych). Zmarł 6 lutego 2018 we Florencji.